# Bric
În termeni navali, un bric este un velier cu două catarge (trinchet și arbore mare) și cu greement pătrat.
Bricurile au fost foarte mult folosite în special în secolele al XVIII-lea și al XIX-lea, dar odată cu apariția navelor cu aburi și-au pierdut din popularitate, din cauză că necesitau echipaje relativ mari față de mărimea navei și erau greu de navigat cu vânt din prova.

## Descriere

### Corpul navei
Bricurile sunt de obicei mai mari decât goeletele, apropiindu-se ca mărime de velierele cu trei catarge. Lungimea este între 23–50 m, iar tonajul maxim de 480 t.
La început bricurile au fost construite din lemn, dar mai târziu au fost construite și din oțel sau fier, de exemplu bricul „Bob Allen”. Bricurile din lemn de pin țineau 20 de ani.

### Greementul
Velele de pe arborele mare: vela mare, gabierul (deasupra velei mari), zburătorul (deasupra gabierului). Uneori bricurile au și o rândunică. În spatele velei mari se este o velă suplimentară, brigantina. Pe trinchet este o velă similară triunghiulară.

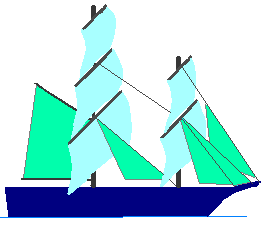
Velele unui bric

Atașați de vergi sunt scondri care pot fi extinși, pentru o velă adițională pe fiecare parte, numite aripi. Aripile se folosesc doar când vântul este slab.
Trinchetul, care este mai scurt decât arborele mare, are o velă mare, un gabier, un zburător și o rândunică. Între trinchet și bompres sunt un velastrai, un foc și focul săgeții.

## Galerie

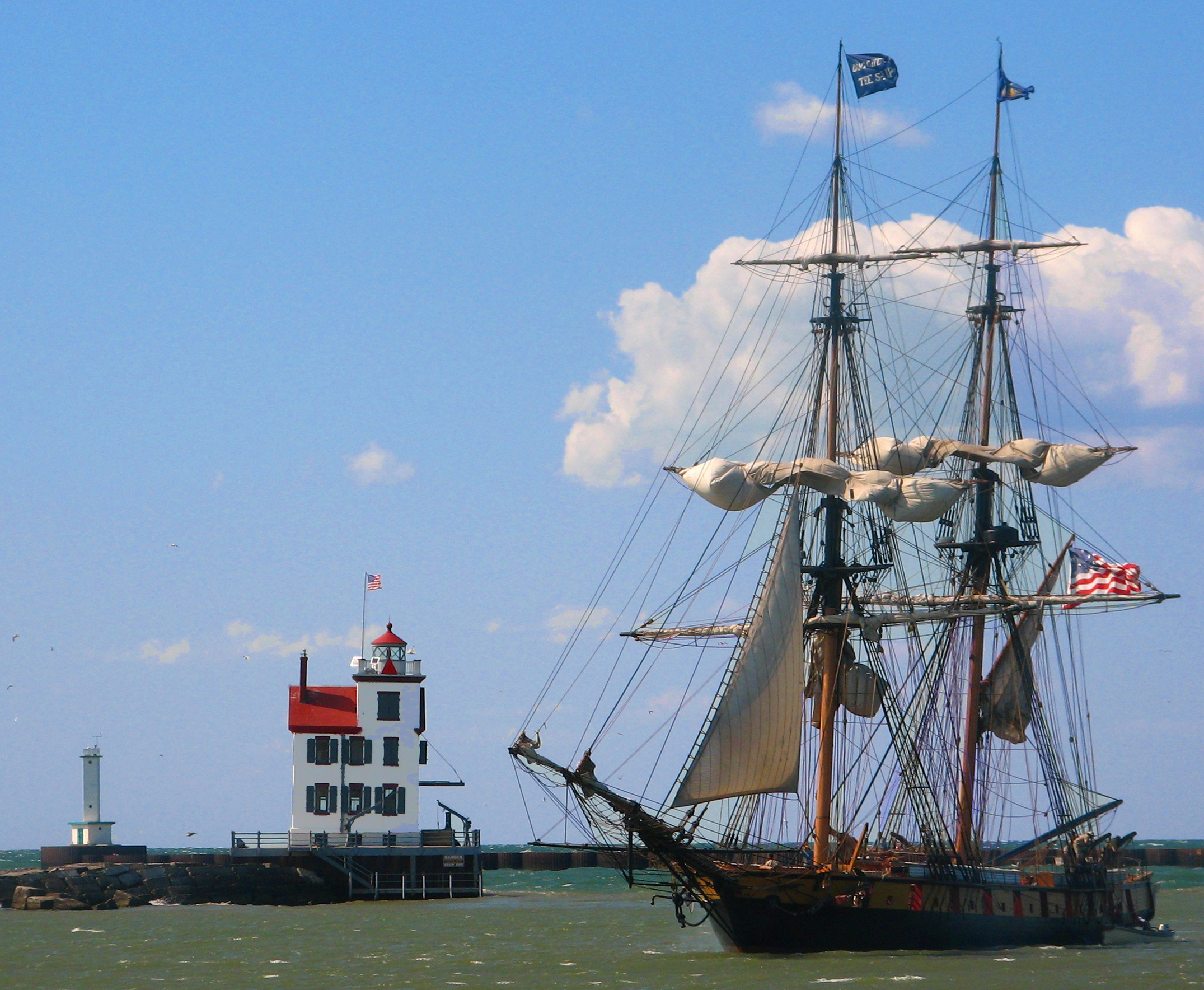
Bricul „Niagara” (replică)
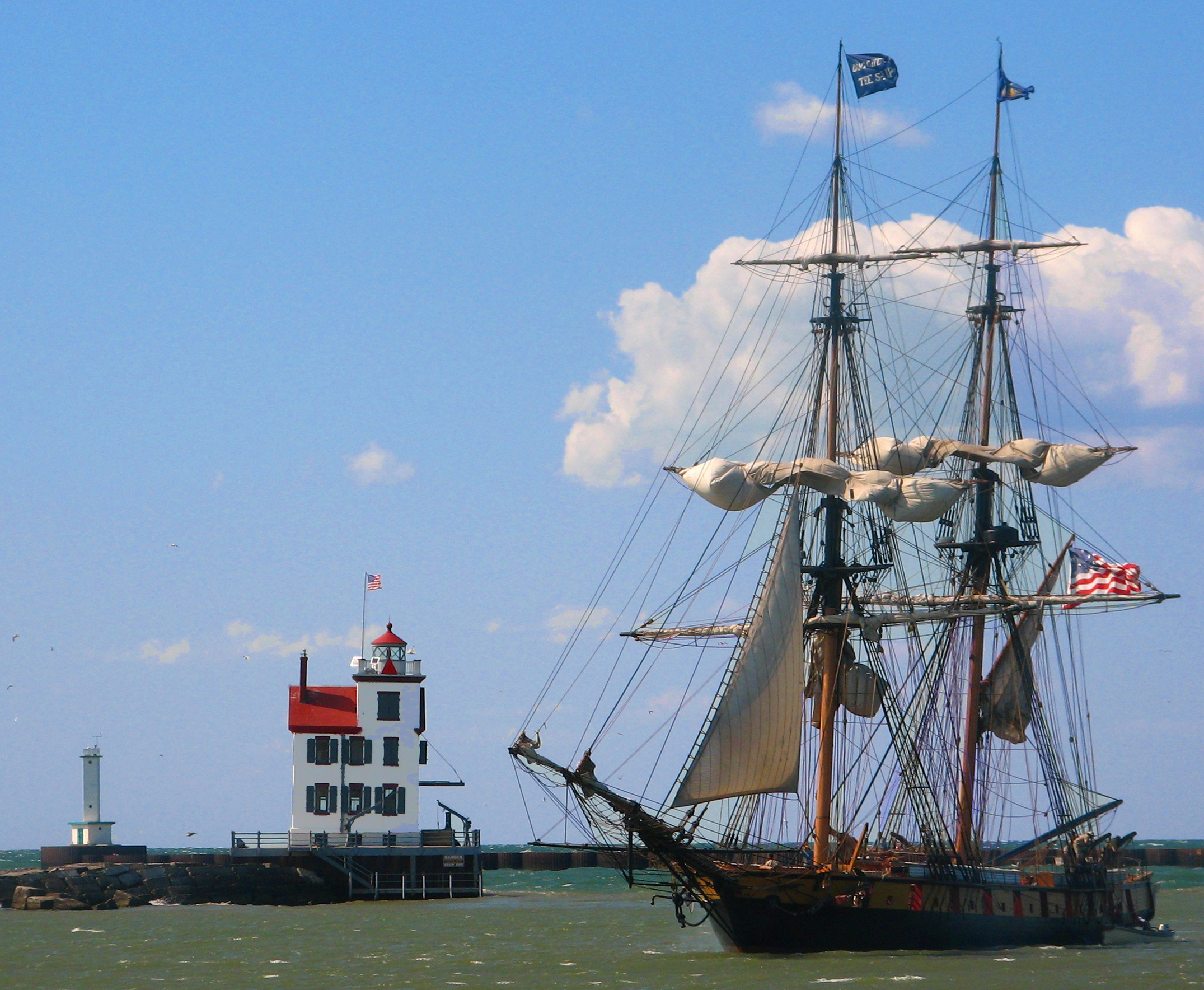
Bricul „TS Royalist”
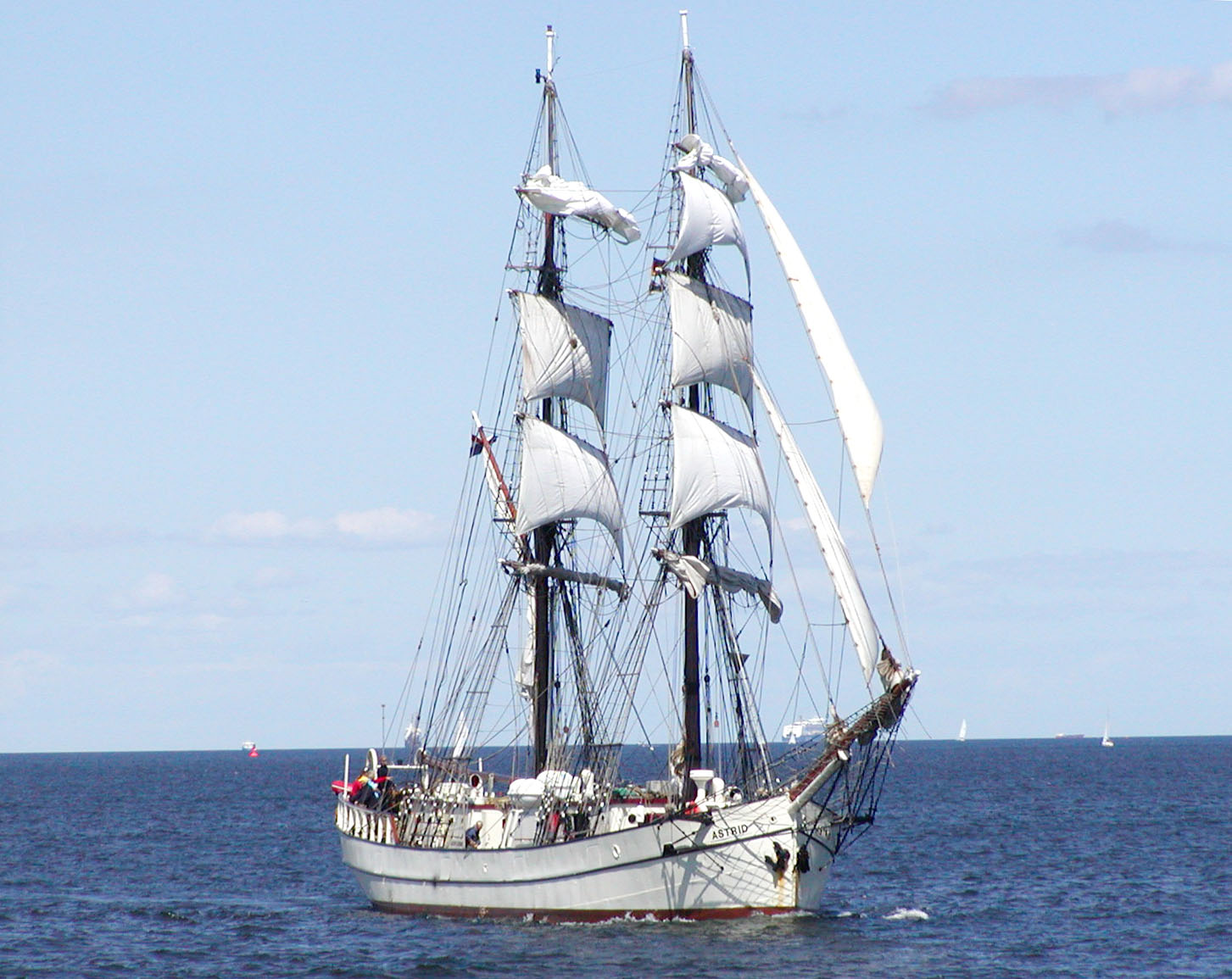
Bricul „Astrid”
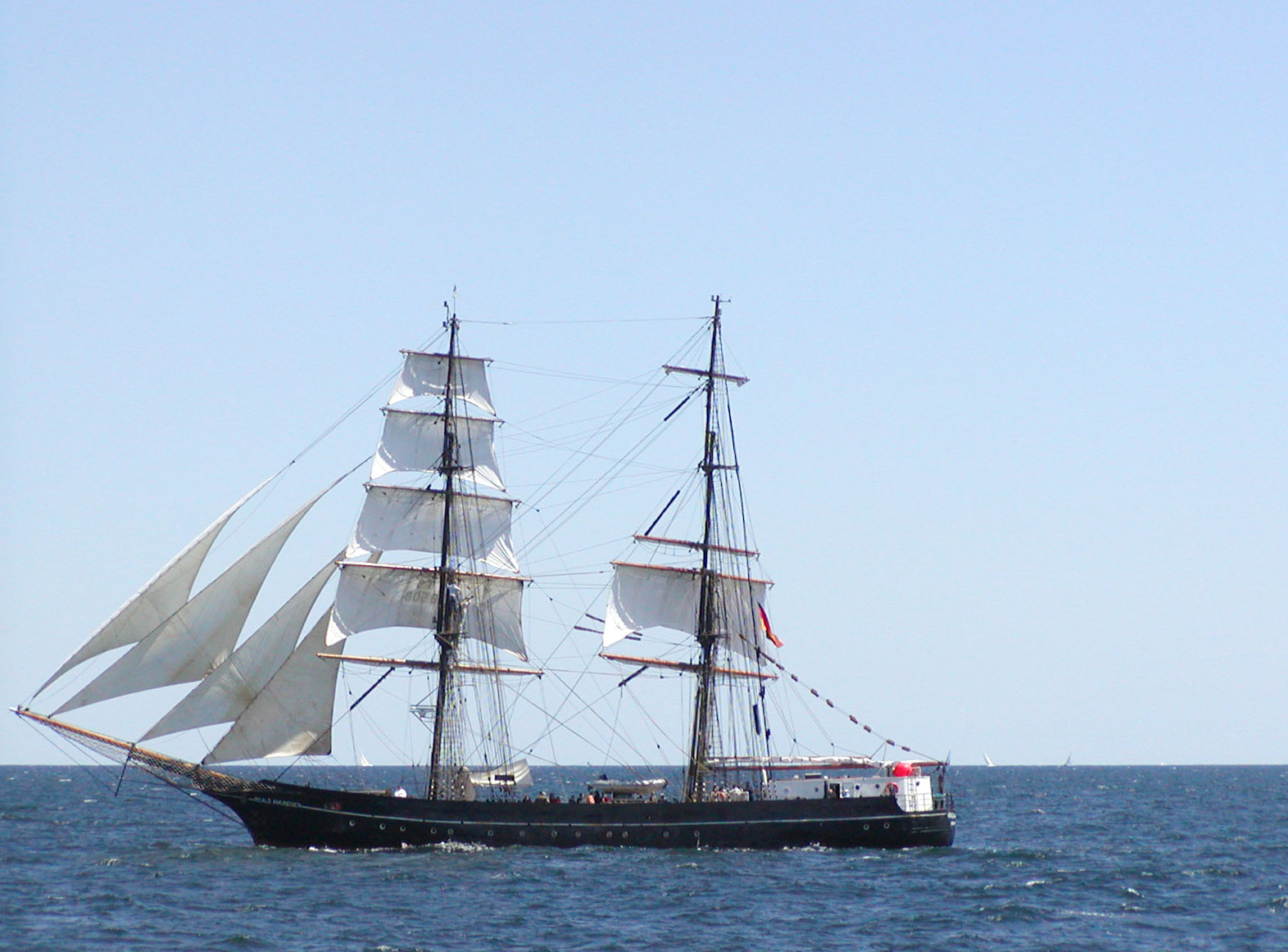
Bricul „Roald Amundsen”
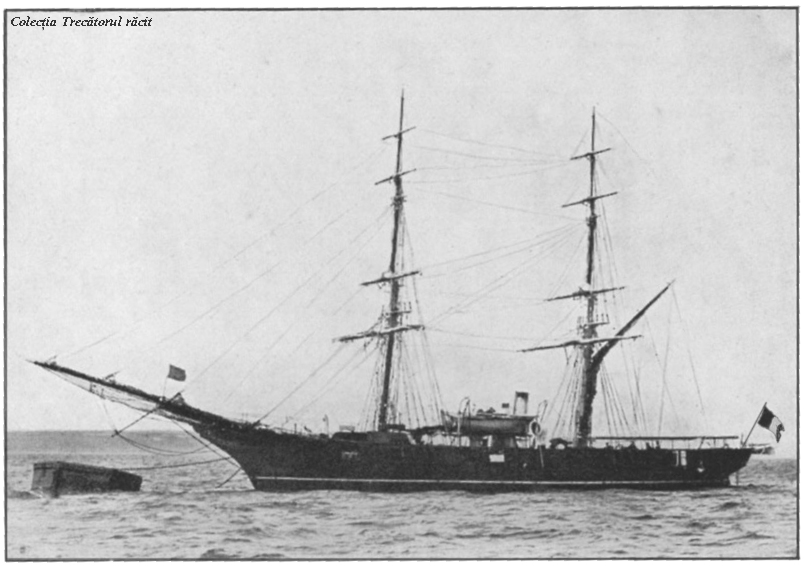
Bricul „Mircea”, prima navă (1882)

## Legături externe
- en "Sailing Ship Rigs" Infosheet Guide to Classic Sailing Rigs Maritime Museum of the Atlantic Arhivat în 28 decembrie 2010, la Wayback Machine.
- en Comparison of rigging on different sailing vessels Arhivat în 28 decembrie 2010, la Wayback Machine.
- en The brig Niagara museum Arhivat în 10 august 2017, la Wayback Machine.
- en The American Sail Training Association Arhivat în 28 aprilie 2019, la Wayback Machine.
- en Grays Harbor Historical Seaport Authority
- en Maritime Heritage Network, an online directory of maritime history resources in the Pacific Northwest.